# Île du Levant
Île du Levant, ook wel Le Levant genaamd, is een Frans eiland in de Middellandse Zee, langs de Rivièra, bij Toulon.

## Beschrijving
Het is een van de drie eilanden die de Îles d'Hyères worden genoemd. Het eiland is 8 km lang, 2 km breed, met een oppervlakte van 996 hectare en ligt in de Golf van Lion. Ongeveer 90% van het eiland is niet toegankelijk voor het publiek; dat deel is een militair testcentrum (het Centre d'Essais de Lancement de Missiles). Hier bevindt zich de Vuurtoren van de Titan, gebouwd in 1897. Het publiek toegankelijk deel telt ongeveer 100 permanente bewoners.

## Naturisme
In 1931 hebben twee broers, Gaston en André Durville, beiden arts, Héliopolis opgericht, de eerste gemeenschap in Europa die geheel bestemd is voor naturisme. Het stadje wordt gedomineerd door het Fort Napoléon. Er is een schooltje, een politiebureau en een dependance van het gemeentehuis van Hyères, tevens postkantoor. Er zijn enkele winkels, hotels, restaurants en een flink aantal bed-and-breakfasthuizen.

### Regelgeving
Naaktheid is toegestaan (en wordt verwacht) overal op het voor publiek toegankelijke deel van het eiland, met uitzondering van de onmiddellijke omgeving van het haventje en het dorpscentrum. Op die plaatsen is het volgens de gemeenteverordening verplicht om ten minste te dragen wat de Fransen aanduiden als "le minimum"; het meest wordt daar een pareo of een string gedragen. De regel wordt niet strikt gehandhaafd, maar in het algemeen wel nageleefd. Op het kleine zandstrand en op de weg die langs de kust loopt, is naaktheid voorgeschreven; dit wordt redelijk nageleefd.

## Natuurreservaat

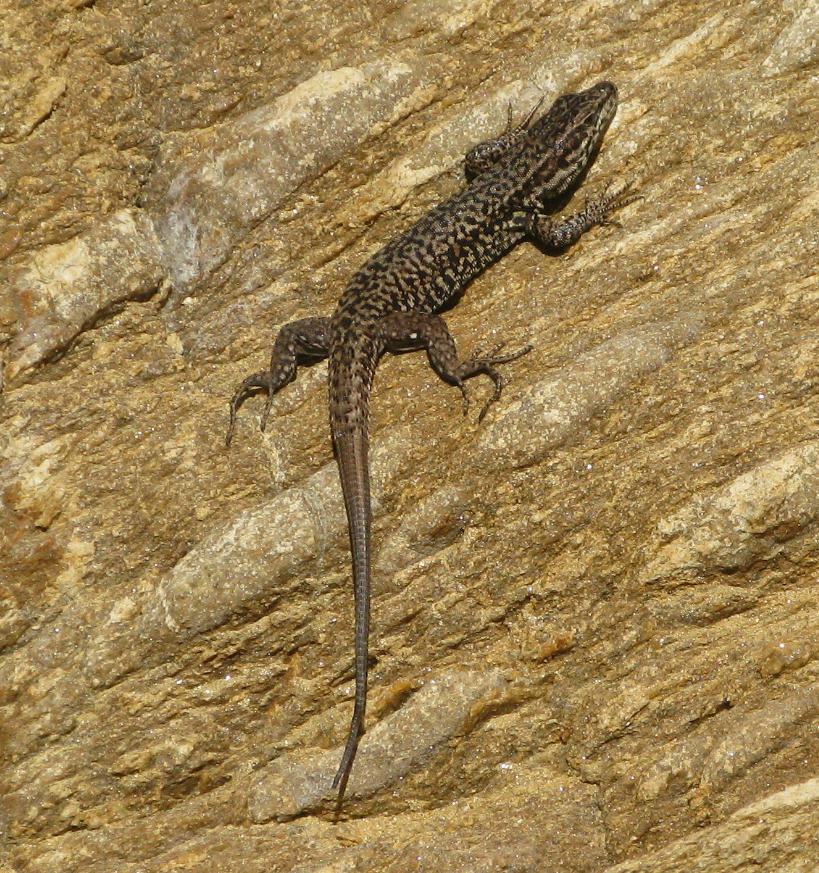
De podarcis muralis is zeer aanwezig.

De belangrijkste toeristische attractie buiten Héliopolis is het natuurreservaat Domaine des Arbousiers, groot 19,28 ha, ingesteld op 3 december 1993.

## Bereikbaarheid
Het eiland kan bereikt worden met geregelde bootdiensten vanaf Hyères en Le Lavandou. Omdat auto's op het eiland niet zijn toegestaan, vervoeren deze veerboten geen auto's.